# Disparella pachythrix
Disparella pachythrix är en kräftdjursart som beskrevs av Robert Raymond Hessler 1970. Disparella pachythrix ingår i släktet Disparella och familjen Desmosomatidae. Inga underarter finns listade i Catalogue of Life.